# Средорек (община Долнени)
Вижте пояснителната страница за други значения на Средорек.
Средорек (изписване до 1945 година: Срѣдорѣкъ ; на македонска литературна норма: Средорек) е село в община Долнени на Северна Македония.

## География
Разположено е в Прилепското поле, западно от град Прилеп.

## История
В XIX век Средорек е чисто българско село в Прилепска каза на Османската империя. Църквата в селото е „Въведение Богородично“.
В „Етнография на вилаетите Адрианопол, Монастир и Салоника“, издадена в Константинопол в 1878 година и отразяваща статистиката на населението от 1873 година Смрадорек (Smradorek) е посочено като село с 38 домакинства и 29 жители мюсюлмани и 135 българи.
Според статистиката на Васил Кънчов („Македония. Етнография и статистика“) от 1900 година Срѣдорѣкъ е населявано от 210 жители, всички българи християни.
На Етнографската карта на Битолския вилает на Картографския институт в София от 1901 година Средорек е чисто българско село в Прилепската каза на Битолския санджак с 15 къщи.
В началото на XX век жителите на селото са под върховенството на Българската екзархия. По данни на секретаря на екзархията Димитър Мишев („La Macédoine et sa Population Chrétienne“) в 1905 година в Срядоряк (Sriadoriak) има 120 българи екзархисти.
При избухването на Балканската война в 1912 година 1 човек от Средорек е доброволец в Македоно-одринското опълчение.
След Междусъюзническата война селото попада в Сърбия.
На етническата си карта на Северозападна Македония в 1929 година Афанасий Селишчев отбелязва Средорек като българско село.
| Година    | 1948 | 1953 | 1961 | 1971 | 1981 | 1991 | 1994 | 2002 |
| --------- | ---- | ---- | ---- | ---- | ---- | ---- | ---- | ---- |
| Население | 140  | 156  | 182  | 179  | 141  | 82   | 71   | 52   |

Според преброяването от 2002 година Средорек има 52 жители македонци.
| Националност | Всичко |
| македонци    | 52     |
| албанци      | 0      |
| турци        | 0      |
| цигани       | 0      |
| власи        | 0      |
| сърби        | 0      |
| бошняци      | 0      |
| други        | 0      |

## Личности
Родени в Средорек
- Веле Богданов, македоно-одрински опълченец, 48-годишен, 4 рота на 6 охридска дружина[9]